# Parco nazionale di Port-Cros
Il parco nazionale di Port-Cros è uno dei parchi nazionali della Francia.
Istituito il 14 dicembre 1963, è il secondo più vecchio parco nazionale francese e, attualmente, il più importante operatore nella salvaguardia del patrimonio naturale e culturale dell'arcipelago di Hyères. Nel 1997 al parco è stato assegnato il diploma europeo delle aree protette, a riconoscimento dei suoi sforzi, da parte del Consiglio europeo. Rientra nella rete Natura 2000.
Oltre a gestire l'isola di Port-Cros, da cui il nome, il parco amministra i patrimoni naturale e culturale della vicina Porquerolles, della penisola di Giens, delle vecchie saline di Hyères e di capo Lardier. Si annoverano anche le isole di Bagaud, della Gabinière e di Rascas, con un perimetro marino di 600 m di larghezza.
Amministra il Centro nazionale di conservazione della biodiversità mediterranea di Porquerolles, che si incarica della salvaguardia della flora selvaggia e delle specie minacciate del Mediterraneo. Creato il 15 febbraio 1979, è diventato ente di interesse nazionale nel 1990. Attualmente interviene su una vasta area che include le regioni Linguadoca-Rossiglione e Provenza-Alpi-Costa Azzurra.
Dal 1999 si occupa, per la parte francese, del Santuario Pelagos, riserva di 87.000 km² per i mammiferi marini nel Mediterraneo sorta da un accordo tra Francia, Italia e Principato di Monaco.
La legge del 14 aprile 2006 modifica profondamente il funzionamento dei parchi nazionali in Francia. L'obiettivo di tale legge è quella di associare ai parchi le collettività territoriali nei quali essi sono inseriti. La superficie di attività del parco quindi aumenta sensibilmente.
Per il parco nazionale di Port-Cros questa ridefinizione dei perimetri avrà termine nel 2013.
L'area è classificata come Area specialmente protetta di interesse mediterraneo.